# Lost Planet 3
Lost Planet 3 est un jeu vidéo de tir en vue à la troisième personne a été développé par Spark Unlimited, et édité par Capcom. Le titre a été fait et sortie en 2013 sur les consoles PlayStation 3 et Xbox 360, ainsi que Windows.
Le jeu est la préquelle de deux titres sortis auparavant ; l'action se déroule toujours sur la planète EDN III, mais bien avant les événements des deux premiers opus.